# Caldas (Antioquia)
Caldas è un comune della Colombia facente parte del dipartimento di Antioquia.
Il centro abitato venne fondato da Roque Mejía nel 1820, mentre l'istituzione del comune è del 1848.